# Strážný vrch (Mikulášovická pahorkatina)
Strážný vrch (německy Hutberg) je kopec o nadmořské výšce 439 m, který leží v Mikulášovicích v Ústeckém kraji.

## Charakteristika
Vrch náleží ke geomorfologickému celku Šluknovská pahorkatina, jeho okrsku Šenovská pahorkatina a podokrsku Mikulášovická pahorkatina. Na severozápadě na Strážný vrch navazuje Kamenný vrch (448 m). Geologické podloží tvoří střednězrnný lužický granodiorit, kterým prostupuje dolerit a tefrit.. Půdním pokryvem je převážně modální mesobazická kambizem, méně je zastoupena kambizem modální eutrofní. Při jihovýchodním úpatí protéká Hraniční potok a východní svahy zasahují až k Mikulášovickému potoku. Celý vrch tak náleží k povodí Sebnice a Labe a úmoří Severního moře. Převážná část Strážného vrchu má zemědělské využití. Vrcholová část je zalesněna listnatým až smíšeným lesem. Přes vrch prochází Stará sebnitzská cesta, která spojuje Mikulášovice se sousedním Sebnitz. Po východním svahu prochází modře značená turistická stezka směřující k Tanečnici (599 m) a do Vilémova a také železniční trať Rumburk – Panský – Mikulášovice. U ní stojí barokní Balzerova kaple z roku 1724.

## Galerie

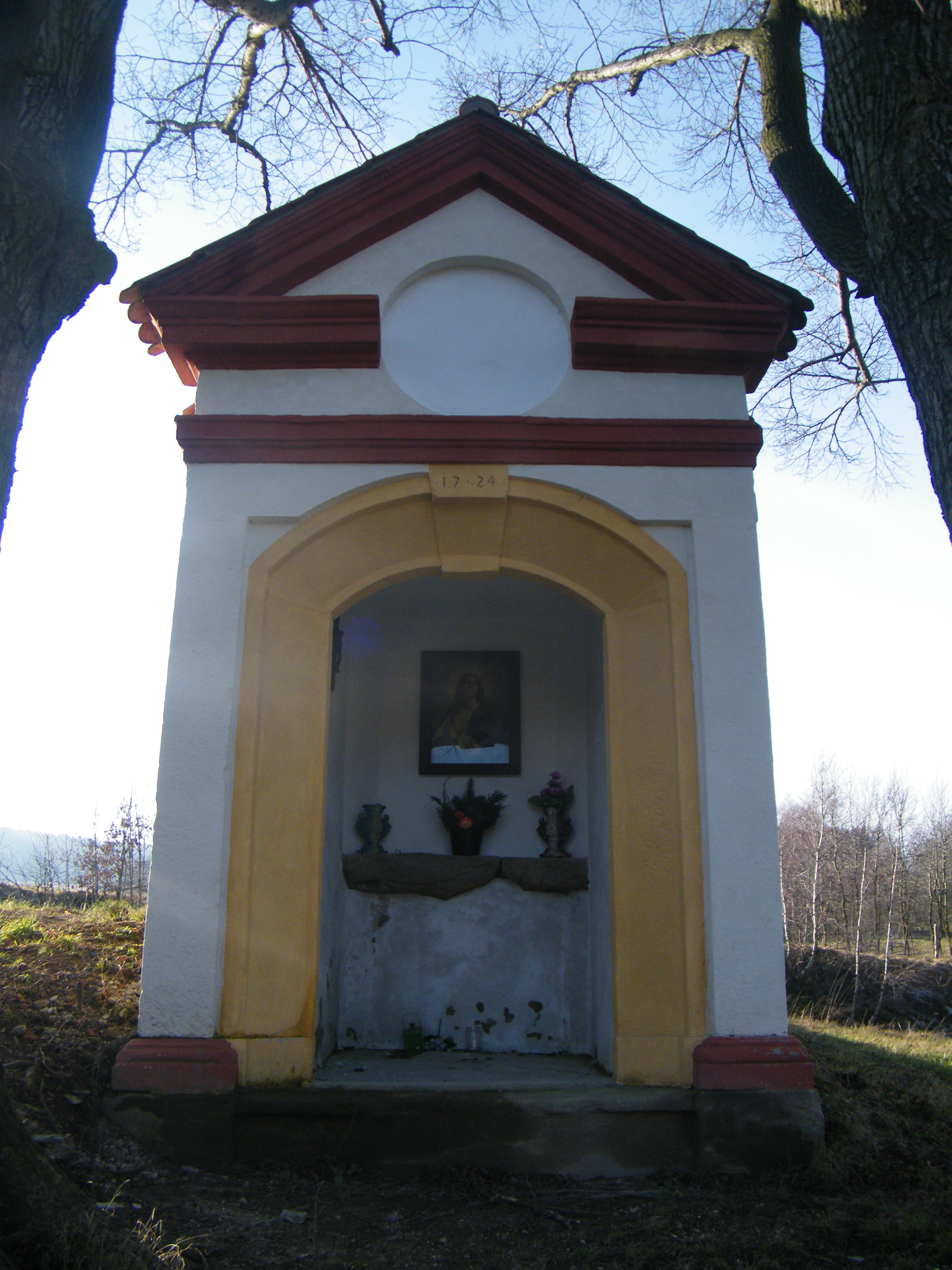
Balzerova kaple
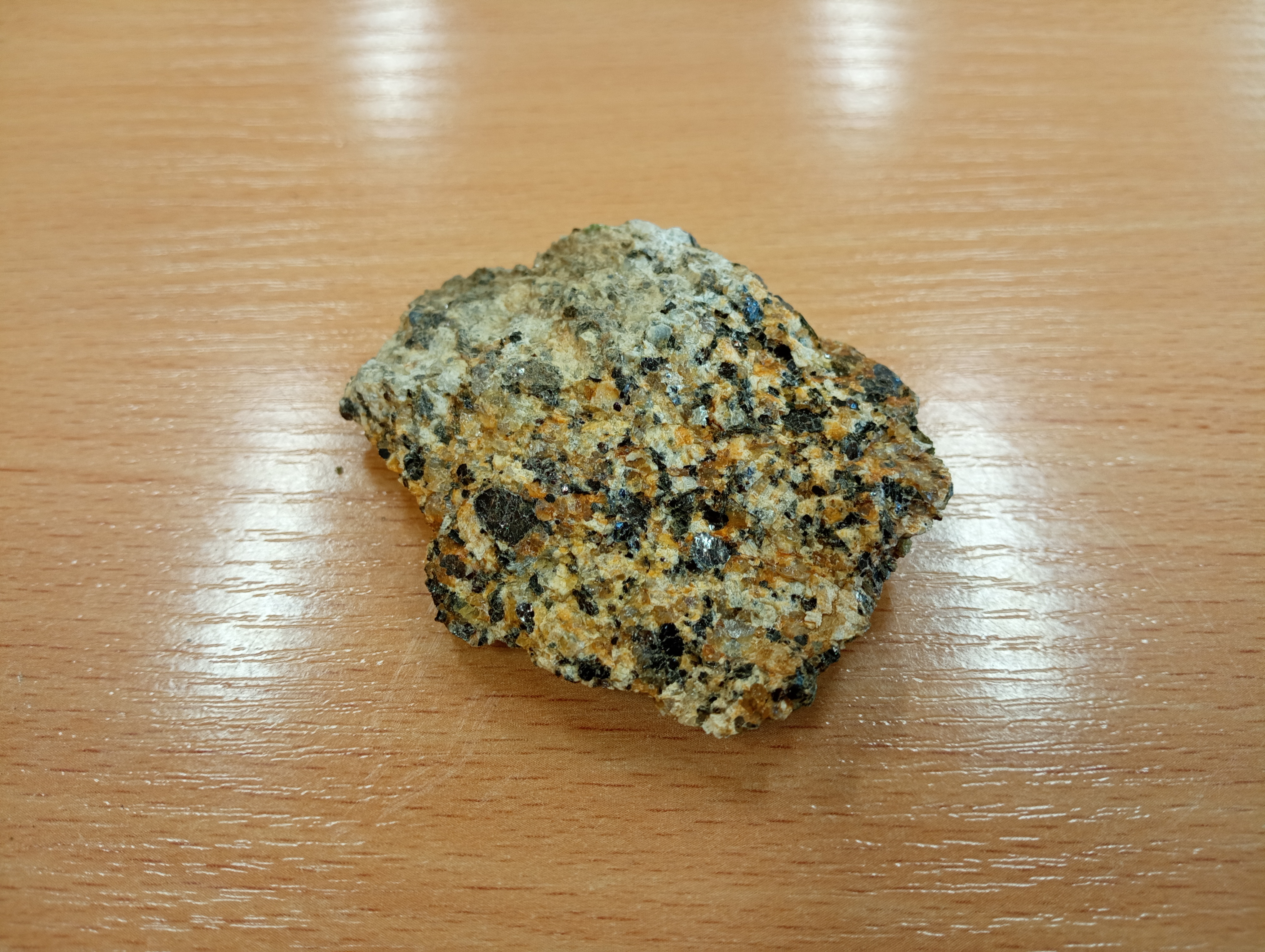
Lužický granodiorit
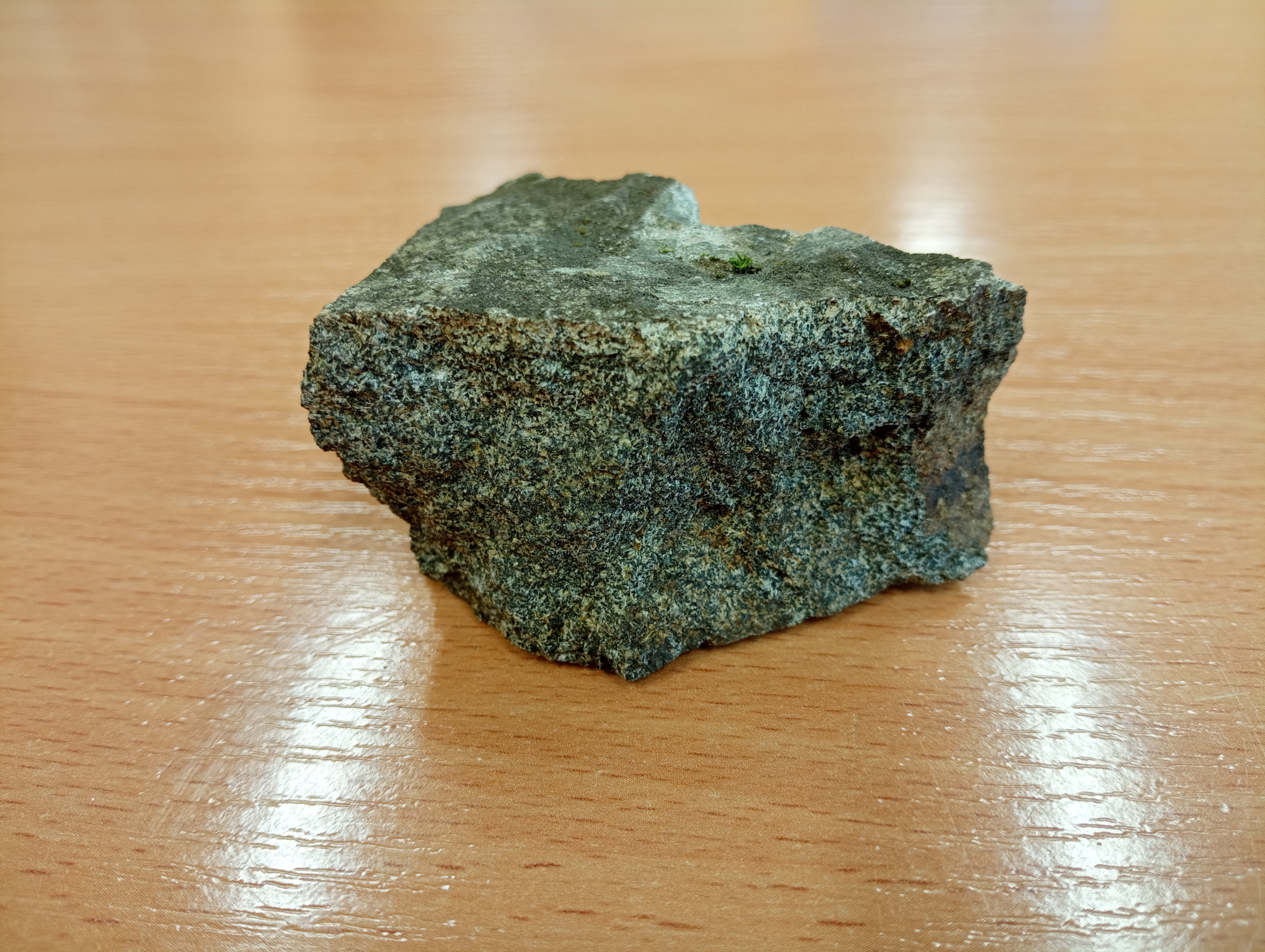
Dolerit
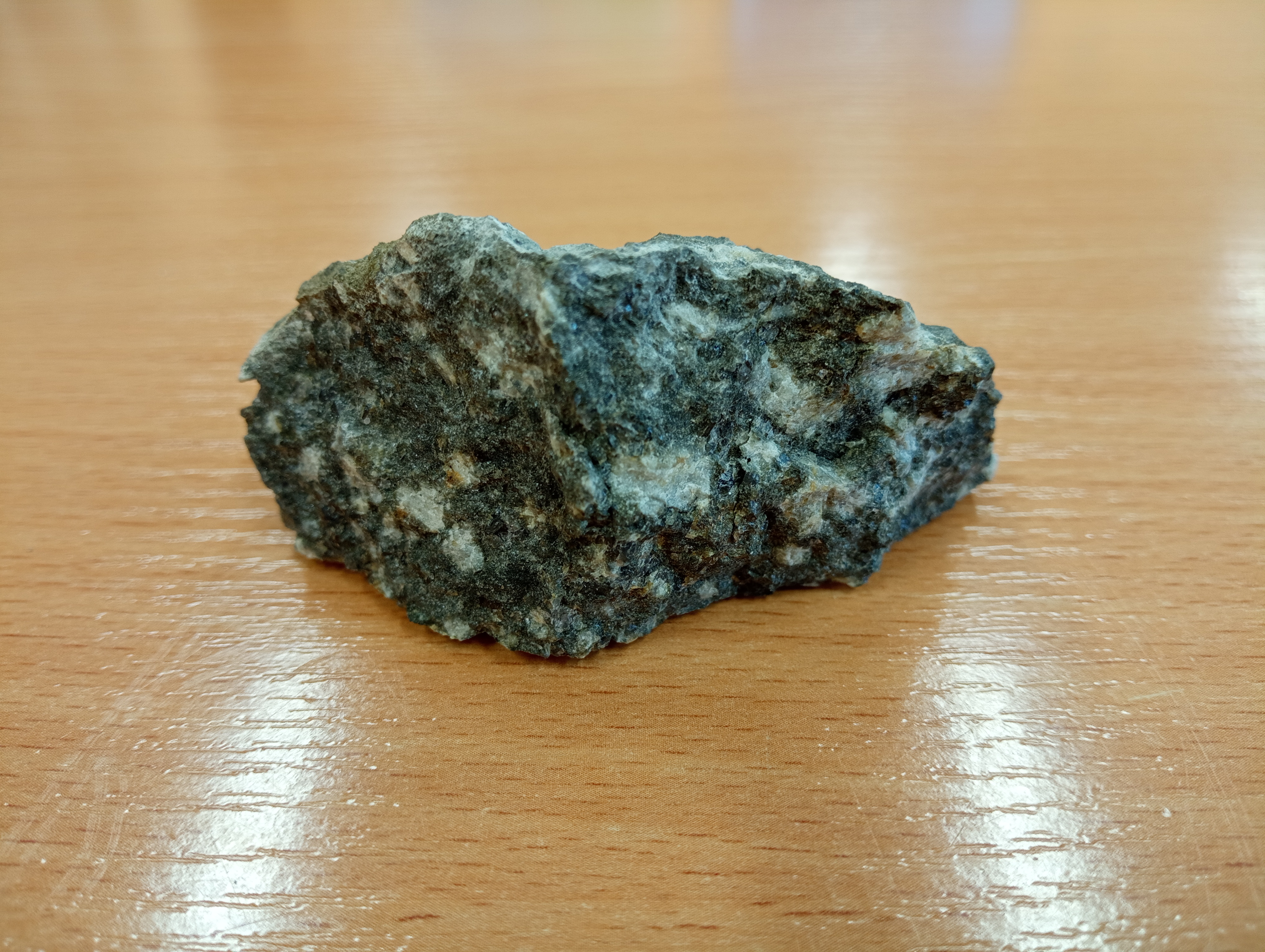
Porfyrický dolerit
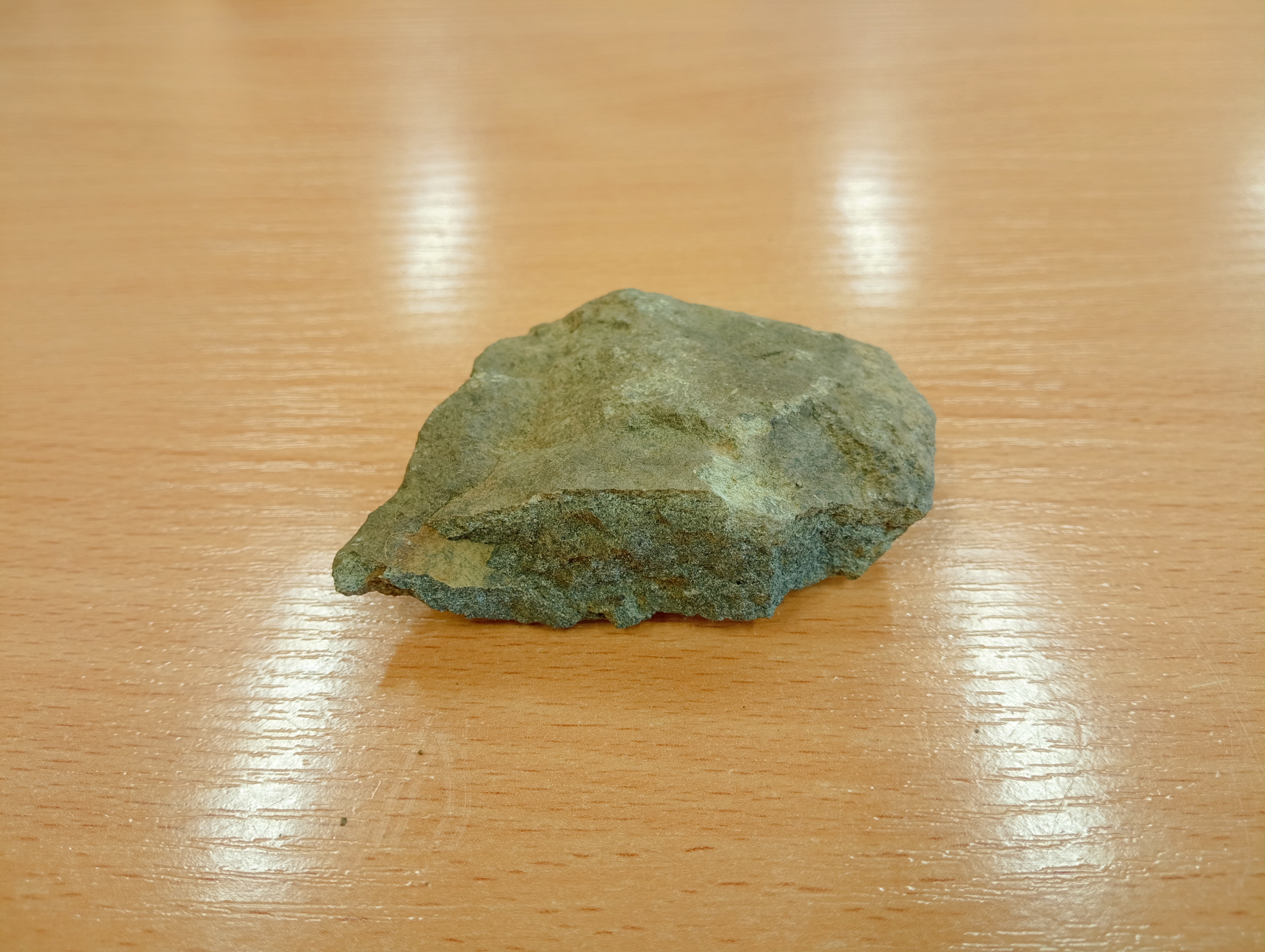
Tefrit
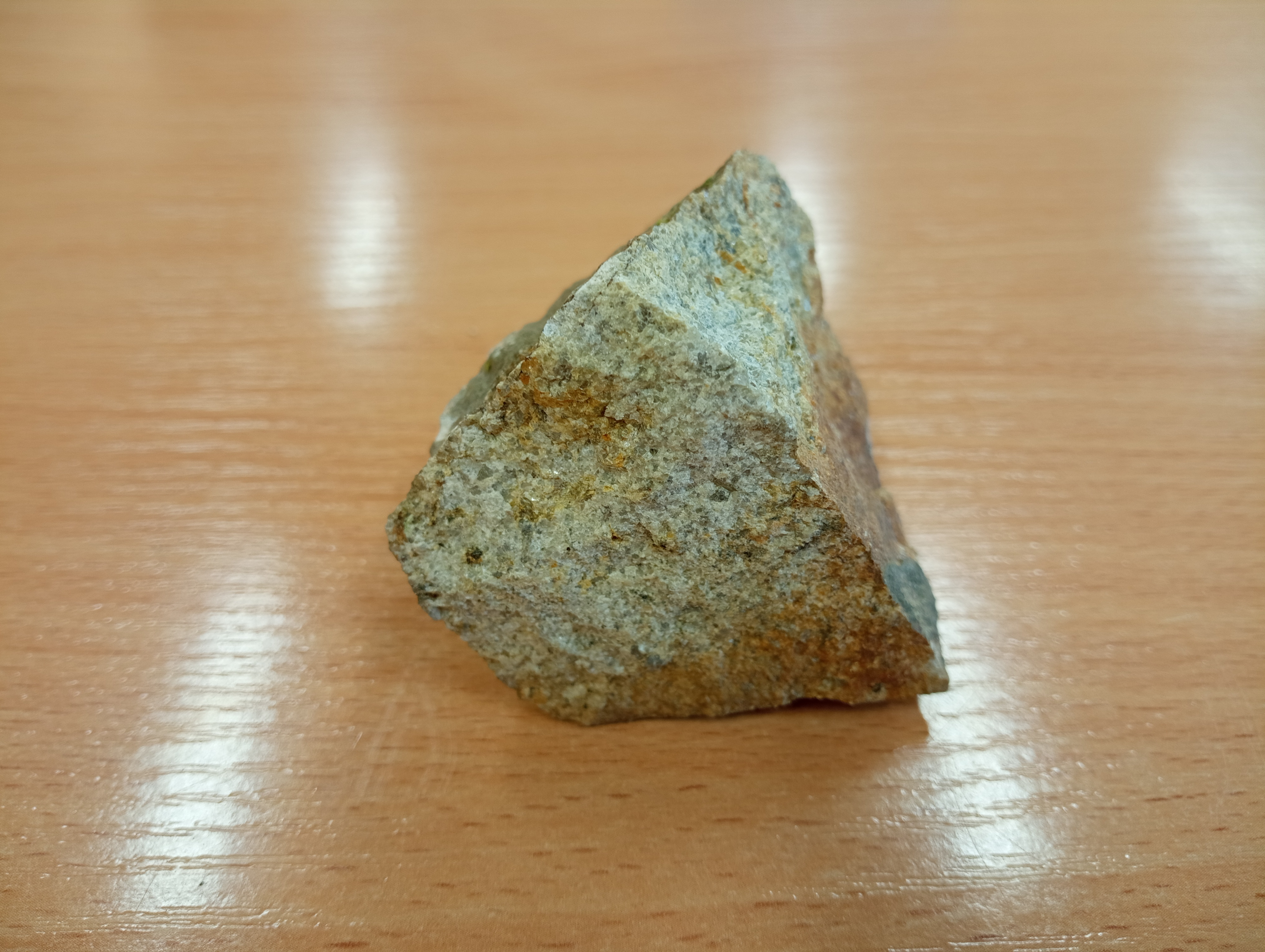
Granodioritový porfyr
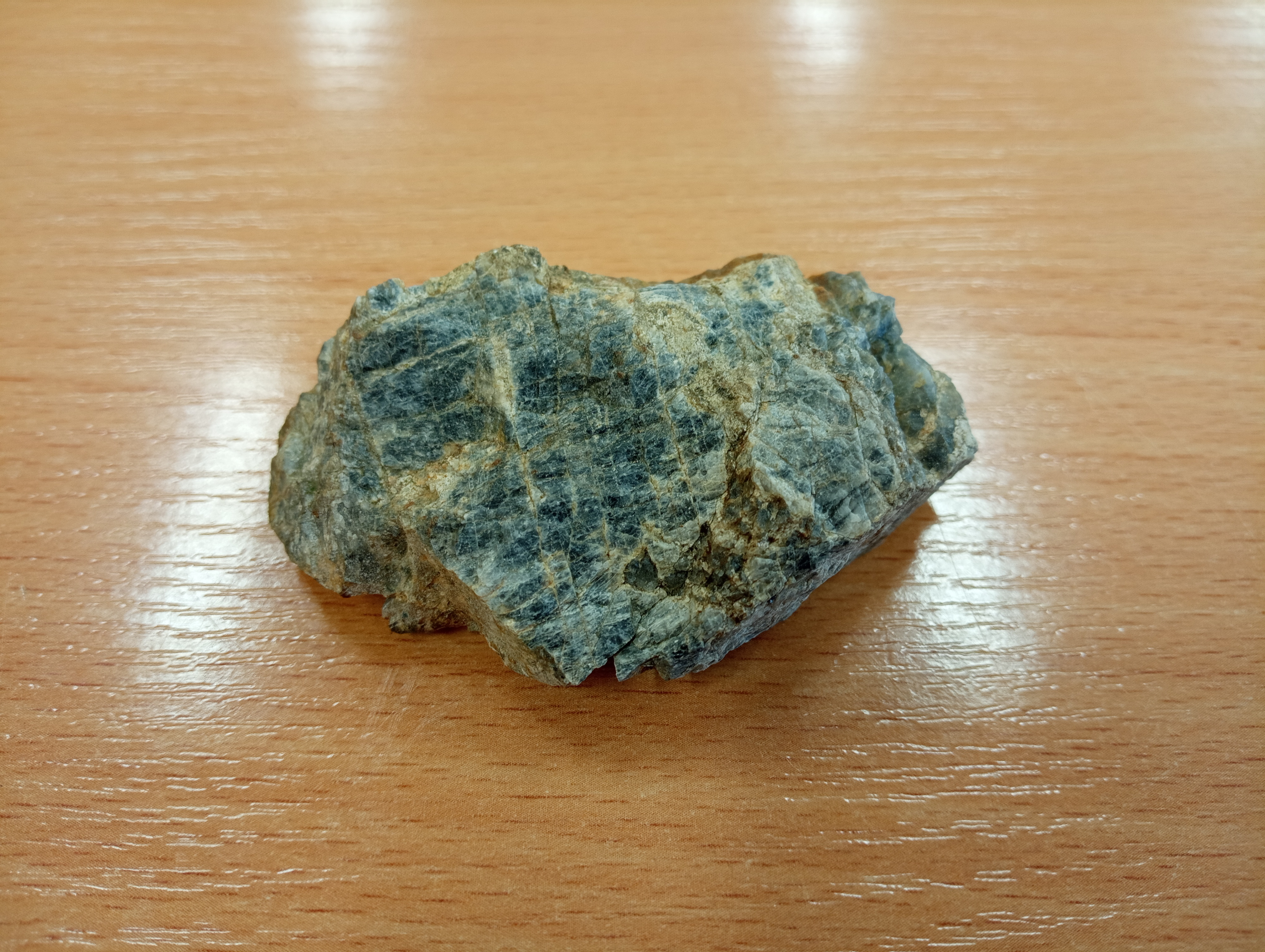
Křemen